# FANтастика
«FANтастика» — российский молодёжный журнал, посвящённый фантастике, который выходил в 2007—2008 годы. Принадлежал издательству «Азбука». Издавался в Санкт-Петербурге с января 2007 года тиражом от 10 000 до 25 000 экземпляров. В 2007 году вышло 9 номеров, в 2008 — 11, после чего журнал был закрыт.

## Содержание
Журнал часто сравнивали с аналогичным более старым изданием «Мир фантастики». Отмечали, что и тематика, и структура FANтастики очень похожи на тематику и структуру его московского аналога, а значительная часть авторов совпадает. Оба журнала освещали фантастику во всех проявлениях — в литературе, кино, телевидении, аниме, комиксах, настольных и компьютерных играх.
Вместе с тем, отмечали и различия. Так, в отличие от «МФ», в «FANтастике» более трети объёма занимали рецензии на книги. Преобладали рецензии на фэнтези, нередко рецензировались книги, которые уже не являются новинками. Журнал критиковали за то, что большую часть обозреваемых книг составляли изданные в «Азбуке».
По мнению Александра Зорича:

Журнал ориентирован на читателей 13—25 лет со всеми вытекающими в виде вложенных постеров с безносыми отроковицами в стиле анимэ, дисков с кинушкой про войнушку и тотальным отсутствием второго и третьего дискурсивного дна, а также интеллектуалистических фиг в кармане.— 

## Закрытие
С 2009 года журнал закрыт в связи с экономическим кризисом в сфере печатных СМИ. Последним изданием, связанным с «FANтастикой», была антология рассказов под тем же названием, которую «Азбука» выпустила в 2009-м. Антология была составлена одним из редакторов журнала, Василием Владимирским. В планах издательства было перевести журнал в электронный формат. Но фактически за этим последовало перепрофилирование сайта журнала в книжный онлайн-магазин «Клуб Фантастика».
В начале 2009 года авторские колонки Романа Арбитмана были изданы отдельным изданием под названием «Злобный критик».
Начиная с 2010 года некоторые колонки и рецензии из журнала стали перепечатываться на сайте литературного журнала Прочтение.

## Коллектив
- Главный редактор: Екатерина Дубянская.
- Творческий директор: Василий Владимирский (до конца 2008 года).

## Награды
- Еврокон-2008 — победа в номинации «Лучший журнал по фантастике в Европе-2008».